# حقول العلم

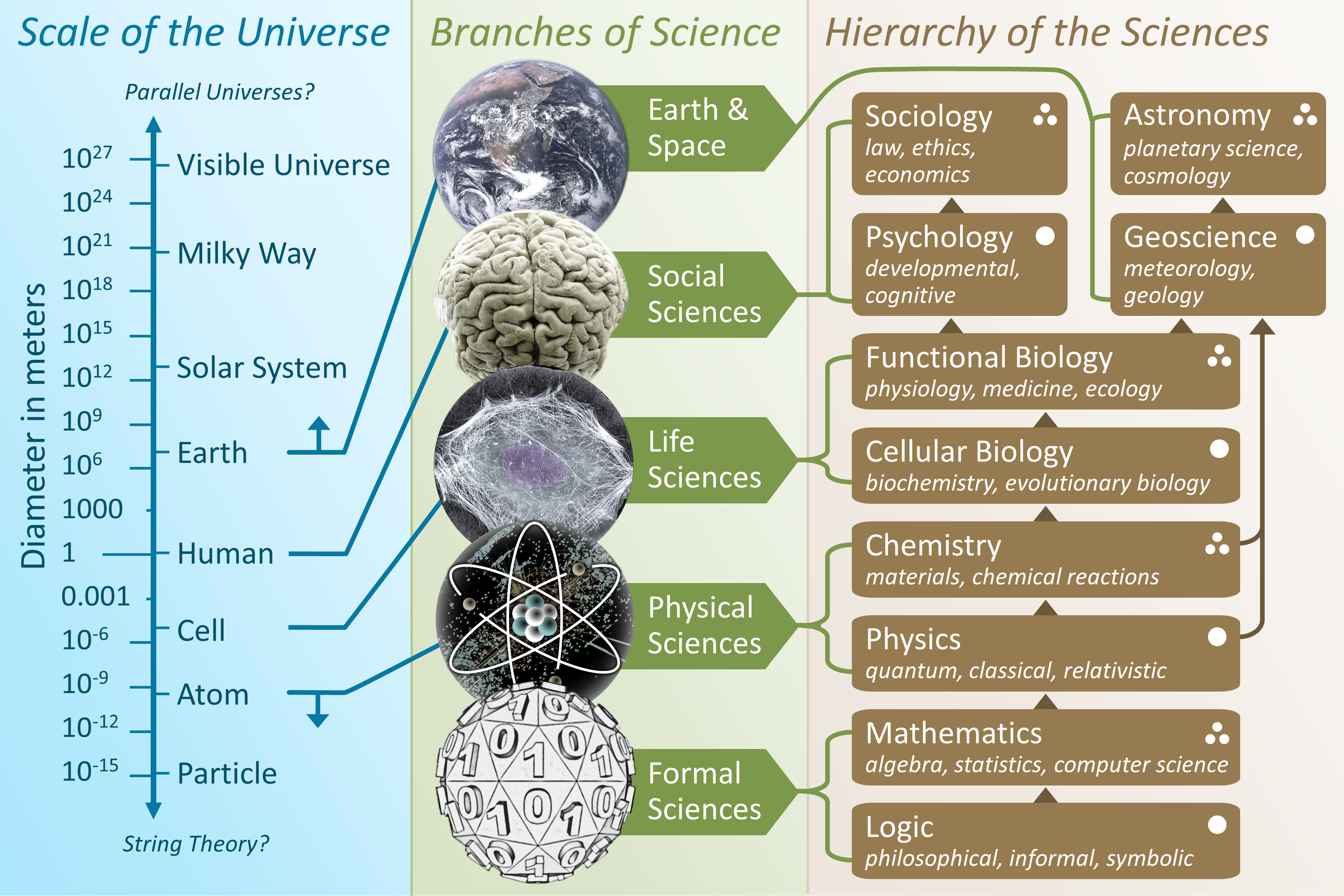

## العلوم الطبيعية
مقالة رئيسية: علوم طبيعية   انظر أيضا: علوم اجتماعية، أدناه

### فيزياء
| - علم الصوت - فيزياء زراعية - ميكانيكا مدارية - علم الفلك - فيزياء فلكية - فيزياء ذرية وجزيئية وبصرية - فيزياء حيوية - فيزياء حاسوبية - فيزياء المواد المكثفة - علم الكون الفيزيائي - تبريد عميق - ديناميكا - جريان الموائع | - فيزياء المواد - فيزياء رياضية - ميكانيكا - فيزياء نووية - بصريات - فيزياء الجسيمات - بلازما (فيزياء) - فيزياء البوليمرات - ديناميكا حرارية - علم السكون - فيزياء الجوامد - تحريك العربات |

### كيمياء
| - كيمياء تحليلية - كيمياء حيوية - كيمياء حاسوبية - كيمياء كهربية - كيمياء لاعضوية - علم المواد - كيمياء عضوية | - كيمياء مبلمرات - كيمياء فيزيائية - كيمياء الكم - مطيافية - كيمياء فراغية - كيمياء حرارية |

### علوم الأرض
| - جغرافيا حيوية - علم الخرائط - علم المناخ - جغرافيا ساحلية - جدس - جغرافيا - جيولوجيا - مورفولوجيا الأرض | - الجيولوجيا الإحصائية - فيزياء الأرض - علم الجليد - علم المياه - هيدروجيولوجيا - علم المعادن - علم الطقس - علم البحار | - علم المناخ القديم - علم الأحياء القديمة - علم الصخور - علم المسطحات المائية الداخلية - علم الزلازل - علوم التربة - طبوغرافيا - علم البراكين |

### علم الأحياء
| - تشريح - علم الأحياء الفلكي - كيمياء حيوية - معلوماتية حيوية - فيزياء حيوية - تقانة حيوية - علم النبات - علم الأحياء الخلوي - تصنيف تفرعي - سيتولوجيا - علم الأحياء النمائي - علم البيئة - علم الحشرات - وبائيات - إيثولوجيا - علم الأحياء التطوري - علم الأحياء النمائي التطوري - علم أحياء المياه العذبة - علم الوراثة (وراثيات سكانية، علم الجينوم، بروتيوميات) | - علم الأنسجة - علم المناعة - علم الأحياء البحرية - علم الأحياء الدقيقة - علم الأحياء الجزيئي - علم التشكل (أحياء) - علوم عصبية - تكون الفرد - علم الطحالب - علم الوراثة العرقي - علم الإنسان الحيوي - علاج فيزيائي - فيزيولوجيا - ديناميكا سكانية - علم الأحياء البنيوي - علم التصنيف - علم السموم - علم الفيروسات - علم الحيوان |

## العلوم الاجتماعية
مقالة رئيسية: علوم اجتماعية   انظر أيضا: علوم طبيعية، في الأعلى
| - الإناسة - علم الآثار - علم السكان - اقتصاد (علم) - جغرافيا - قانون - لغويات - صرف (لسانيات) - صوتيات - نطقيات - علم المعاني - علم النحو - فلسفة - علوم سياسية | - علم النفس - سلوكية - علم النفس الحيوي - علم النفس المعرفي - علم نفس سريري - علم النفس التنموي - علم النفس التربوي - علم النفس التجريبي - علم النفس الشرعي - علم النفس الصحي - علم النفس الإنساني - علم النفس الصناعي - علم النفس العصبي - علم نفس الشخصية - القياسات النفسيه - علم نفس الأديان - علم الطبيعة النفسية - علم النفس الإدراكي - علم النفس الاجتماعي - علم الاجتماع |

## العلوم التطبيقية والاختصاصات المتداخلة
| - علوم استعرافية - علوم عصبية - علم النفس المعرفي - علم النفس العصبي - علم اللغة النفسي - علوم الحاسوب والمعلوماتية - لسانيات حاسوبية - علم الحاسوب - سيبرنيطيقا - علم المعلومات - علوم المعرفة - علم المكتبات والمعلومات - علم الأنظمة - هندسة تطبيقية - هندسة زراعية - علم الزراعة - هندسة طبية حيوية - هندسة مدنية - هندسة الحاسوب - هندسة التحكم - هندسة كهربائية - تخطيط اللغة - هندسة ميكانيكية - هندسة البرمجيات | - علوم الصحة - طب الأسنان - طب - تشريح - طب الجلد - طب التوليد والنساء - علم المناعة - طب باطني - طب الجهاز العصبي - طب العيون - علم الأمراض - فزيولوجيا مرضية - طب الأطفال - علم الصيدلة - علاج فيزيائي - فيزيولوجيا - طب نفسي - علم الأشعة - علم السموم - طب بيطري - علوم عسكرية - علم الكواكب |

## علوم بيئية
| - علم البيئة - كيمياء بيئية | - جيولوجيا بيئية - علم التربة البيئية |